# Cavagnolo
Cavagnolo – miejscowość i gmina we Włoszech, w regionie Piemont, w prowincji Turyn.
Według danych na rok 2004 gminę zamieszkiwały 2274 osoby, 189,5 os./km².